# レモンヘッズ
レモンヘッズ（The Lemonheads）は、アメリカ合衆国マサチューセッツ州ボストン出身のオルタナティヴ・ロック・バンド。中心人物のイヴァン・ダンドは、ルックスの良さと温かく甘い歌声で、1990年代初頭にティーンエイジャーのアイドルとして人気を得た。

## 略歴

### 結成〜インディーズでの活動
1986年、イヴァン・ダンド（ボーカル、ギター）が高校のクラスメートのベン・デイリー（ボーカル、ギター）、ジェシー・ペレッツ（ベース）と共に「Whelps」を結成し、その後、レモンヘッズと改名して、自身のレーベル「Huh-Bag」から初のEP『Laughing All the Way to the Cleaners化』を発表。当初はダンドとデイリーがドラムも兼任していたが、1987年にはダグ・トラッチェンがドラマーとして加入し、ボストンのインディーズ・レーベル「Taang! Records」からデビュー・アルバム『ヘイト・ユア・フレンズ』を発表した。その後、トレッチェンが脱退し、後任としてジョン・ストロームが加入。3作目のアルバム『リック』（1989年）を最後にデイリーが脱退。

### メジャー・デビュー後
1990年、メジャーのアトランティック・レコードとの契約を得てアルバム『ラヴィー』を発表。このアルバムを最後にペレッツが脱退して、オリジナル・メンバーはダンド1人となった。
その後、ジュリアナ・ハットフィールド（ベース）が加入して、アルバム『イッツ・ア・シェイム・アバウト・レイ』（1992年）が制作され、レコーディング終了後の1992年5月、ハットフィールドに代わってニック・ダルトンが加入。『イッツ・ア・シェイム・アバウト・レイ』は『ビルボード』のヒートシーカーズで3位となり、更に1993年にはBillboard 200で68位に達した。また、1992年にはサイモン&ガーファンクルのカヴァー「ミセス・ロビンソン」がシングル・ヒットしている。次作『カモン・フィール』（1993年）はBillboard 200で56位を記録し、2作連続でトップ100入りを果たす。
1994年にはオアシスのツアーに帯同し、ダンドはオアシスに感銘を受けて彼らと親しくなる。しかし、その頃にはダンドのドラッグ依存が深刻になっていた。
1996年のアルバム『カー・ボタン・クロス』には、当時ダイナソーJr.を脱退していたマーフが参加しており、マーフは1996年から1997年にかけてのツアーにも参加した。しかし、このアルバムはヒット・シングルを生み出せず、レモンヘッズは1997年にアトランティックとの契約を失う。1998年には、同社からの最後のアルバムにあたるベスト・アルバム『ザ・ベスト・オブ・レモンヘッズ』が発売された。

### 再結成
ダンドは2005年よりレモンヘッズとしての活動を再開。2005年から2006年にかけて行われたツアーでは、ジュリアナ・ハットフィールドやジョシュ・ラッタンツィがベースを弾き、ドラムはビル・スティーヴンソン、クリス・ブロコウ、それにダイナソーJr.のジョージ・バーズが担当した。そして2006年9月26日には、Vargantというレーベルからアルバム『The Lemonheads』をリリース。このアルバムには、ダンドに加えてディセンデンツのメンバーとしても知られるカール・アルヴァレス（ベース）とビル・スティーヴンソン（ドラム）が参加し、更にガース・ハドソン（元ザ・バンド）やJ・マスシス（ダイナソーJr.）もゲスト参加した。
2009年には、グラム・パーソンズ、ワイヤー、レナード・コーエン等の曲を取り上げたカヴァー・アルバム『Varshons』を発表。
2012年9月、ライアン・アダムスがレモンヘッズにドラマー及びプロデューサーとして参加して、ダンド、ベン・デイリー、ジュリアナ・ハットフィールドと共にアルバムを制作することが報じられた。

## ディスコグラフィ

### スタジオ・アルバム
- 『ヘイト・ユア・フレンズ』 - Hate Your Friends (1987年、Taang!)
- 『クリエイター』 - Creator (1988年、Taang!)
- 『リック』 - Lick (1989年、Taang!)
- 『ラヴィー』 - Lovey (1990年、Atlantic)
- 『イッツ・ア・シェイム・アバウト・レイ』 - It's a Shame About Ray (1992年、Atlantic)
- 『カモン・フィール』 - Come on Feel the Lemonheads (1993年、Atlantic)
- 『カー・ボタン・クロス』 - Car Button Cloth (1996年、Atlantic)
- The Lemonheads (2006年、Vagrant)
- Varshons (2009年、The End)
- 『ヴァーションズ 2』 - Varshons 2 (2019年、Fire)

### EP
- Laughing All the Way to the Cleaners (1986年、Amory Arms/Huh-Bag) ※自主制作
- Favourite Spanish Dishes (1990年、Atlantic)
- Patience and Prudence (1991年、Atlantic)

### デモ・アルバム
- Hotel Sessions (2011年、Cobraside)

### コンピレーション・アルバム
- Create Your Friends (1989年、Taang!)
- 『ザ・ベスト・オブ・レモンヘッズ』 - The Best of The Lemonheads: The Atlantic Years (1998年、Atlantic)
- Laughing All the Way to the Cleaners: Best of Lemon (2011年、Bertus (H'art) / Music Club)
- If Only You Were Dead (2014年、Fire)